# Cererê
Cererê é o quinto álbum de estúdio da banda brasileira de rock alternativo Carne Doce, lançado em 1° de março de 2024. O nome do disco, bem como da faixa homônima, é uma homenagem ao Centro Cultural Martim Cererê, o principal reduto do rock em Goiânia a partir de meados dos anos 2000 e importante para a formação e consolidação da banda como um dos maiores nomes da cena musical na cidade.

## Informação
| Cererê                                                                                            | "Você foi lá pra ver se era imortal / Se podia vencer todo esse festival / Só tinha 15 ou 16 / Só tinha até o fim do mês" | Cererê |
| — Trecho da faixa "Cererê", fazendo alusão aos festivais de rock do Centro Cultural Martim Cererê | |        |

Em Cererê, a banda Carne Doce busca resgatar sua origem na efervescência da cena rock de Goiânia entre os anos 2000 e 2015, quando festivais e bandas alternativas consolidaram um movimento de resistência à cultura do sertanejo. Segundo o guitarrista Macloys, "a inspiração desse disco foi um exercício de nostalgia, de buscar sentido na nossa própria origem", citando que as faixas "Metagreste" e "Despedida" poderiam fazer parte de Carne Doce (2014) ou Interior (2020), bem como "Noite dos Tristes", "Festa" e "Suspiro" ecoam a sonoridade de Tônus (2018) e "Trago" remete a Princesa (2016).
Para Salma Jô, o desejo de resgatar o que inspirou a banda a seguir a carreira musical veio de um momento de poucos shows e contato com o público ocasionado pela Pandemia de COVID-19. Suas composições, segundo ela, foram inspiradas pela "saudade daquele momento em que a música significava o máximo da fantasia, do sonho, da inspiração".
O exercício de revisitar a própria origem também está na escolha do nome, que remete ao Centro Cultural que foi importante na formação profissional da banda. Para Macloys, "as letras da Salma deixaram isso mais claro ao homenagear o Centro Cultural Martim Cererê, dando nome a uma faixa e ao próprio álbum". A homenagem também pode ser vista nas fotos do disco, todas tiradas dentro do Centro Cultural.

## Faixas
Todas as letras escritas por Salma Jô, todas as músicas compostas por Carne Doce.
| N.º | Título              | Duração |  |
| 1.  | "Noite dos Tristes" | 3:34    |  |
| 2.  | "Cererê"            | 4:11    |  |
| 3.  | "Suspiro"           | 3:58    |  |
| 4.  | "Latada"            | 4:47    |  |
| 5.  | "Metagreste"        | 3:11    |  |
| 6.  | "Na Lona"           | 2:59    |  |
| 7.  | "Festa"             | 4:48    |  |
| 8.  | "Trago"             | 3:45    |  |
| 9.  | "Na Bad"            | 3:49    |  |
| 10. | "Despedida"         | 5:36    |  |

## Lançamento e recepção
Antes do lançamento do disco, a banda lançou quatro singles: "Na Bad", "Latada", "Na Lona" (todos em 2022) e "Noite dos Tristes" (que acompanhou o lançamento do álbum). Logo após o lançamento, a banda iniciou uma turnê em 9 de março de 2024 em Curitiba para promover o disco. Depois de passar por São Paulo e Brasília, a banda se apresentou em sua cidade natal no festival Goiânia Noise em 13 de abril de 2024, porém no Centro Cultural Oscar Niemeyer. Foi somente em 27 de setembro de 2024 que a banda levou o show ao Centro Cultural que deu nome ao disco, como atração do festival Vaca Amarela.
O álbum foi bem recebido pela crítica especializada. Lúcio Ribeiro, do site Popload, deu ao disco 4 de 5 estrelas, argumentando que o disco é "maduro" e que conta a história da banda "de um jeito mais refinado". Bárbara Moreira, do Escutai, emitiu opinião semelhante, dizendo que "agora se vê um grupo sério cujo amadurecimento se firma há seis anos". Para ela, "Cererê mostra que Carne Doce permanece fiel às suas origens, mas procura tatear em busca do novo para suas composições". Ela deu nota 8,4 de 10 para o disco.

## Créditos
Créditos do álbum segundo o Bandcamp:
- Todas as músicas por Carne Doce.
- Todas as letras por Salma Jô.
- Vozes: Salma Jô.
- Guitarra: Macloys Aquino
- Guitarra e samples: João Victor Santana.
- Baixo: Aderson Maia.
- Bateria: Fred Valle.
- Produção: João Victor Santana Campos.
- Gravação e edição: Braz Torres Neme.
- Mixagem: Funai Costa ("Na Bad" e "Latada" mixadas por Braz Torres Neme).
- Masterização: Mauricio Gargel
- Distribuição digital: Tratore
- Concepção da capa: Salma Jô
- Foto da capa e fotos-release: Gabriel Lara Arruda
- Luz: Hugo Bittencourt de Rezende
- Styling: Giovana Medeiros
- Maquiagem: Amanda Polveiro

Gravado no estúdio da banda, em Goiânia, Goiás, entre junho e julho de 2023. Vocais gravados no UP Music Digital Estudio, em Goiânia.